# Nhà hát Chuông Vàng
Nhà hát Chuông Vàng là một địa điểm dành cho sân khấu cải lương ở Hà Nội. Nhà hát được xây dựng từ thời Pháp thuộc, nằm trong khu vực trung tâm phố cổ Hà Nội. Trước đây, nó vốn là rạp Thăng Long, nơi diễn tuồng và chèo. Khoảng năm 1925, nhà hát truyển sang diễn cải lương nên mang tên Cải lương Hý Viện.
Hiện nay Nhà hát Chuông vàng nằm tại 72 Hàng Bạc, phường Hàng Bạc, Quận Hoàn Kiếm. Nhà hát có 250 ghế ngồi. Vào các tối thứ bảy và chủ nhật hàng tuần, Đoàn cải lương Hà Nội trình diễn các tiết mục dân gian và lịch sử Việt Nam.